# Altviool
De altviool is een gestreken snaarinstrument en is het oudste lid van de vioolfamilie, waartoe ook de viool en de cello behoren.

## Het instrument
De altviool is iets groter dan de viool. Waar de klankkast van een viool zowat 35 cm lang is, heeft de altviool - die geen standaardafmetingen heeft - een corpuslengte van 37,5 cm tot 44 cm (41 à 42,5 cm is de courantste maat). Haar vier snaren zijn gestemd als c-g-d'-a', een kwint lager dan de viool. De altviool heeft een interessante rol in een ensemble of orkest. Soms speelt de altviolist:
- een ondersteunende stem, om de harmonische opbouw compleet te maken, waarbij ze niet te sterk mag spelen;
- een basstem, bijvoorbeeld als de cello een melodie speelt; ze moet dan goed  gehoord worden;
- een tweede stem tegen de eerste viool of cello aan – ook dan moet de alt goed gehoord worden;
- een solopassage.

De formanten in de resonantie door de klankkast van een altviool liggen ongeveer een terts te hoog voor haar stemming. Daardoor klinkt de alt altijd wat omfloerster dan de kleinere viool of de grotere cello, die een betere aanpassing van hun resonantiepieken hebben. Eigenlijk zou een altviool groter moeten zijn, maar dan is ze niet meer in de arm te bespelen. Er is weleens als proef een grotere altviool gebouwd die net als de cello tussen de knieën werd gehouden. (Yo-Yo Ma maakte op zo'n experimentele altviool een opname van het altvioolconcerto van Bartók). Zo'n alt klonk wel sterker, maar miste de typische altklank en is daardoor geen succes geworden.
Muziek voor de altviool wordt in de regel genoteerd in de altsleutel.

## Geschiedenis
De altviool behoort tot de familie van de viola da braccio's ("armviolen", ter onderscheiding van viola da gamba's die tussen de benen werden geklemd). Het instrument is in Italië ontstaan omstreeks 1530. De oudst bewaard gebleven exemplaren, uit de tweede helft van de 16e eeuw, zijn van de hand van de Italianen Andrea Amati (ca. 1505-ca. 1578) en Gasparo da Salò (1540-1609). Viola da braccio’s werden in verschillende afmetingen gebouwd die genoemd werden naar hun bereik. Zo was er een alto di viola da braccio ("hoge armviool") en later een soprano di viola da braccio (die al spoedig violino of "viool" zou gaan heten).
De term alto di viola da braccio ligt aan de basis van verschillende naamgevingen. Vanaf de late 17de eeuw werd het instrument in Italië eenvoudigweg viola genoemd. In het Frans behield men enkel het woord alto. In het Duits zegt men, zoals in het Italiaans en het Engels, viola, maar ook Bratsche, dat een verbastering is van braccio. 
De altviool is het oudste lid van de vioolfamilie. De viool (Italiaans: violino of "kleine viola") en de cello (violoncello, "kleine violone" of "kleine grote viola") ontstonden pas later.
De grote Italiaanse vioolbouwers uit de zeventiende en achttiende eeuw, zoals Stradivarius, Amati, Carlo Giuseppe Testore en Gasparo da Salò, bouwden ook altviolen. Sommige van die instrumenten hadden een corpuslengte tot 47 cm en waren hoofdzakelijk bedoeld om brede, ondersteunende muzikale lijnen te spelen. Voor technisch meer veeleisende passages waren ze ongeschikt, en de meeste van die grote altviolen (soms "tenore" genoemd) werden in de loop van de geschiedenis dan ook bijgesneden en ingekort tot een handzamere lengte.

## De uitvoering

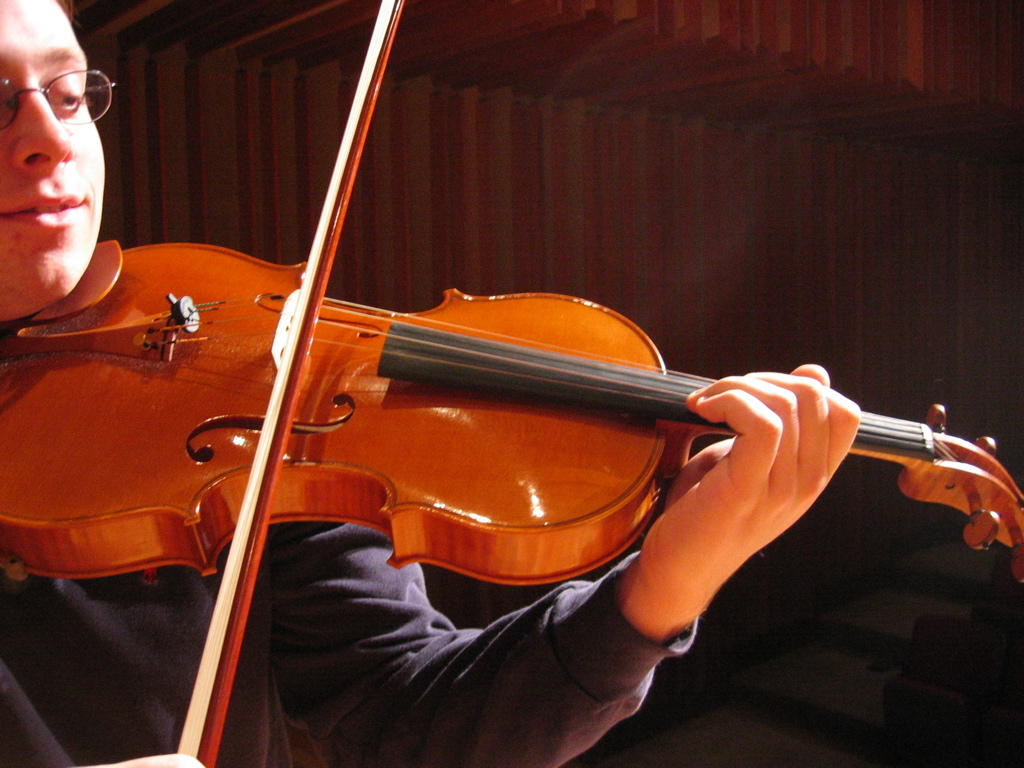
Een bespeelde altviool

Verschillende componisten zoals Bach, Mozart, Haydn, Paganini, Felix Mendelssohn, Benjamin Britten, en speciaal Antonín Dvořák en Paul Hindemith speelden zelf graag en vaak altviool. Andere, zoals Beethoven, deden het een tijdje als bijbaantje om in hun levensonderhoud te voorzien.
In Hongaarse en Roemeense muziek wordt een speciale altviool gebruikt (nu kontra genoemd, of bratch, evenals het Duitse Bratsche afgeleid van het Italiaanse Viola da Braccio oftewel armviool), meestal uitgevoerd met vlakke kam en drie snaren (vaak gestemd als g-d'-a') waardoor akkoordspel mogelijk wordt; hier heeft de alt uitsluitend ritmisch/harmonische functie; melodiespel is zo goed als onmogelijk. Hetzelfde gebeurt in de zigeunermuziek die sterk aan de twee genoemde muzieksoorten verwant is.

## Repertoire
Als solo-instrument kon de altviool lange tijd slechts zelden op de voorgrond treden. In de barok is bijvoorbeeld erg weinig altvioolmuziek geschreven. Er zijn uit die periode enkele concerti van onder anderen Georg Philipp Telemann en Bach (Brandenburgs concerto nr.6). Vivaldi schreef wel concerti voor de viola d'amore maar niet voor de altviool.
In de klassieke periode is de oogst iets rijker: Georg Benda, leden van de componistenfamilie Stamitz, Hoffmeister, Dittersdorf, Michael Haydn, Pleyel, Vanhal, Wranitzky, Rolla, enz. Mozart gaf de altviool in zijn beroemde Kegelstatt-trio (KV 498) en in de Sinfonia concertante (KV 364) voor viool en altviool een prominente plaats.
De altviool wordt verder "ontdekt" in de 19e eeuw. Carl Maria von Weber en Johann Nepomuk Hummel schreven concertante muziek voor altviool. Niccolò Paganini vroeg Hector Berlioz om een altvioolconcerto, maar het resultaat, Harold en Italie, is meer een symfonie met een flinke rol voor de altviool. Paganini heeft het stuk nooit uitgevoerd. Brahms gaf met enige aarzeling de altviool de rol van alternatief instrument in zijn twee sonates voor klarinet en piano, opus 120. Het enthousiasme hierover van de violist Joseph Joachim overtuigde hem echter van de waarde van deze versie. Max Bruch en Robert Schumann schreven verschillende werken met een solorol voor de altviool, vaak in combinatie met klarinet. De timbres van deze twee instrumenten mengen overigens bijzonder goed. Ook de altvioolmuziek van de Belgische componist Henri Vieuxtemps is het vermelden waard.
Grote 20e-eeuwse altvioolliteratuur schreven Paul Hindemith, Benjamin Britten, Darius Milhaud, Max Reger, Bohuslav Martinů, Dmitri Sjostakovitsj, Alexandre Tansman en Béla Bartók. In de 20e eeuw spelen virtuozen als Paul Hindemith, Lionel Tertis en Lilian Fuchs op dit instrument een grote rol voor de bekendheid die het altvioolrepertoire tegenwoordig geniet. Ook de Engelse altviolist William Primrose heeft componisten aangezet tot het componeren van nieuwe werken, bijvoorbeeld de concerti van Ralph Vaughan Williams, William Walton en Béla Bartók.
In de tweede helft van de 20e eeuw schreven onder andere György Kurtág, Krzysztof Penderecki, Gia Kantsjeli, Alfred Schnittke, Malcolm Arnold en Péter Eötvös prachtige altvioolconcerti en andere sololiteratuur voor het instrument. Luciano Berio's Sequenza VI vormt zowat de synthese van de mogelijkheden in de Nieuwe Muziek voor dit instrument. De altviool wint aan populariteit, en krijgt de solisten die ze verdient: Nobuko Imai, Michael Kugel, Joeri Basjmet, Kim Kashkashian, Tabea Zimmermann, Paul Silverthorne, Gérard Caussé, Lawrence Power, Antoine Tamestit, Maxim Rysanov en vele anderen. Ook topviolisten als Yehudi Menuhin, Nigel Kennedy, Josef Suk, Maxim Vengerov, Pinchas Zukerman en Isabelle van Keulen bespelen weleens de altviool. Al zijn kenners en critici meestal niet enthousiast over het altvioolspel van deze violisten, het bewijst alleszins de groeiende interesse voor de alt. Morton Feldman wijdde enkele composities aan het instrument: The viola in my life I-IV.
Het heeft lang geduurd vooraleer componisten én altviolisten de complexe klank van de altviool hebben leren exploreren. Het instrument kent zekere beperkingen, zoals de tessituur die het moeilijker maakt op te tornen tegen een orkest of zelfs tegen een ontketende vleugelpiano, en de afmetingen die, in vergelijking met de viool, hogere technische eisen stellen aan de bespeler. Dat er geen standaardafmetingen bestaan voor de altviool, leidt bovendien tot een veel individuelere klank voor elk instrument: veeleer alt of veeleer tenor, meer of minder nasaal, melancholisch, donker, "zanderig" of zangerig, ... Anderzijds biedt die complexe klank met haar wisselende stemmingen veel mogelijkheden, en daar is prachtige muziek uit voortgekomen...

### Composities voor altviool en orkest uit de barok
- Markus Heinrich Graul of Grauel: Altvioolconcert in Es
- Markus Heinrich Graul of Grauel: Altvioolconcert in C
- Johann Gottlieb Graun: Altvioolconcert in Es GraunWV Cv:XIII:116
- Georg Philipp Telemann: Altvioolconcert in G TWV51:G9

### Composities voor altviool en orkest uit de klassieke periode
- Johann Andreas Amon: Altvioolconcerten in A op.10 (ca. 1800)
- Friedrich Wilhelm Benda: Altvioolconcert nr.1 in F (ca. 1775-80, vaak toegeschreven aan Friedrich Wilhelms oom Georg), nr. 2 in Es, nr.3 in Es
- Georg Benda, attr.: Altvioolconcert in F (ca. 1775-80, mogelijk geschreven door Georgs neef Friedrich Wilhelm)
- Franz Anton Hoffmeister: Altvioolconcerten in Bes (ca. 1785) en in D (ca. 1790)
- Joseph Martin Kraus: Altvioolconcerten in C VB153 en in Bes VB153c (vóór 1787)
- Ignaz Pleyel: Altvioolconcert in D op.31 (1790)
- Joseph Schubert: Altvioolconcert in C
- Johann Matthias Sperger: Altvioolconcert in D
- Anton Stamitz: Altvioolconcerten in Bes, in F, in G en in D
- Carl Stamitz: Altvioolconcerten in D, in Bes en in A
- Johann Stamitz: Altvioolconcert in G
- Carl Ditters von Dittersdorf: Altvioolconcert in F
- Johann Baptist Vanhal: Altvioolconcerten in C en in F
- Carl Friedrich Zelter: Altvioolconcert in Es

### Negentiende-eeuwse composities voor altviool en orkest
- Hector Berlioz: Harold en Italie, op. 16, Symphonie avec solo d’alto (naar Byron's Childe Harold's Pilgrimage) (1834)
- Gaetano Donizetti: Altvioolconcert
- Johann Nepomuk Hummel: Fantasie op.94 voor altviool en orkest (1820)
- Niccolò Paganini: Sonata per la Grand Viola voor altviool en orkest (1834)
- Alessandro Rolla: meer dan vijftien composities (concerti, concertini, etc.) voor altviool en orkest
- Antonio Rolla: Andante con Variazioni voor altviool en orkest (s.d.); Variazioni Brillanti op.13 voor altviool en orkest (1822)
- Hans Sitt: Konzertstück op.46 (1892); Altvioolconcert op.68 (1900)
- Carl Maria von Weber: Andante e Rondo Ongarese op.35 voor altviool en orkest (1809)

### Twintigste-eeuwse composities voor altviool en orkest

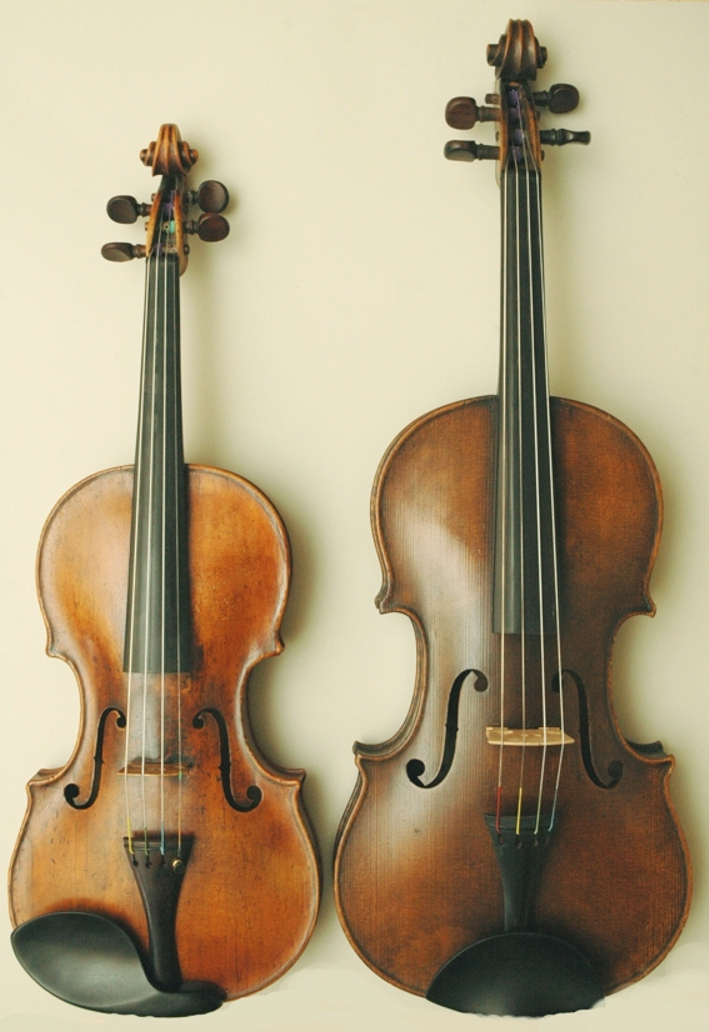
Een viool (links) en een altviool naast elkaar

- Malcolm Arnold: Altvioolconcert op. 108 (1971)
- William Alwyn: Pastoral fantasia for viola & strings (1939)
- Grażyna Bacewicz: Altvioolconcert (1968)
- Henk Badings: Dubbelconcert voor altviool, viool en orkest (1964); Concert voor altviool en strijkers (1965)
- Béla Bartók: Altvioolconcert (1945) (onvoltooid; drie versies, gecompleteerd door Tibor Serly in 1949, door Béla's zoon Peter Bartók en Paul Neubauer in 1995 en door Csaba Erdélyi in 2001)
- Arnold Bax: Phantasy voor altviool en orkest (1922)
- Ernest Bloch: Suite voor altviool en orkest (1919)
- Niels Viggo Bentzon: Altvioolconcert, op. 303 (1972)
- York Bowen: Altvioolconcert in c op. 25 (1907)
- Walter Braunfels: Schottische Fantasie op. 47 voor altviool en orkest (1933)
- Max Bruch: Romance voor altviool en orkest op. 85 (1911), concerto in e op.88 voor altviool, klarinet en orkest (1911)
- Edward Elgar, arr. Lionel Tertis: Celloconcert op. 85, versie voor altviool en orkest (1919)
- Cecil Forsyth: Altvioolconcert (1903)
- Morton Gould: Altvioolconcert (1943); Concertette voor altviool en band (1943)
- Hans Henkemans: Altvioolconcert (1954)
- Hans Werner Henze: Compases para preguntas ensimismadas voor altviool en 22 instrumenten (1970)
- Paul Hindemith: Kammermusik nr. 5 op. 36 voor altviool en kamerorkest (1927); Konzertmusik op. 48 voor altviool en kamerorkest (1930); Der Schwanendreher, concert voor altviool en klein orkest (1935); Trauermusik voor altviool en strijkers (1936)
- Gustav Holst: Lyric Movement, voor altviool en orkest, H191 (1934)
- Vincent d'Indy: Choral varié op. 55 voor altviool en orkest (1903)
- Gordon Jacob: Altvioolconcert nr. 1 (1925, revisie 1976); Concert Piece voor altviool en orkest (1977); Altvioolconcert nr. 2 (1979)
- Joseph Jongen: Suite op.48 voor altviool en orkest (1915)
- Viktor Kalabis: Tristium, concertante fantasie voor altviool en strijkorkest op. 56 (1981)
- Gia Kantsjeli: Altvioolconcert ‘Vom Winde bewehnt’ (1989, revisie 1996)
- Erland von Koch: Altvioolconcert op. 33 (1946)
- Victor Legley: Altvioolconcert op. 78 (1971)
- Zdeněk Lukáš: Altvioolconcert (1983)
- Jef Maes: Altvioolconcert (1946)
- Bohuslav Martinů: Rhapsody-Concerto voor altviool en orkest (1952)
- Darius Milhaud: Altvioolconcert nr. 1, op. 108 (1929); Concertino d'été, op. 311, voor altviool en kamerorkest (1950); Altvioolconcert nr. 2, op. 340 (1955)
- Gösta Nystroem: Altvioolconcert 'Hommage à la France' (1940)
- Krzysztof Penderecki: Altvioolconcert (1983)
- Allan Pettersson: Altvioolconcert (1979)
- Michail Pletnev: Altvioolconcert (1997)
- Quincy Porter: Altvioolconcert (1948)
- Miklós Rózsa: Altvioolconcert op. 37 (1979)
- Edmund Rubbra: Altvioolconcert op. 75 (1952)
- William Schuman: Concerto on Old English Rounds voor altviool, vrouwenkoor en orkest (1973)
- Tibor Serly: Altvioolconcert nr. 1 (1929); Rhapsody on Folk Songs voor altviool en orkest (1947); Altvioolconcert nr. 2 (1975)
- Alfred Schnittke: Altvioolconcert (1985); Monologue voor altviool en strijkorkest (1989); concerto voor altviool en klein orkest (1997)
- Dmitri Sjostakovitsj: bewerking van zijn 13e strijkkwartet op. 138 voor altviool en strijkers door Andrej Tsjaikovski; bewerking van de Altvioolsonate op. 147 voor altviool en strijkorkest door Vladimir Mendelssohn
- Rodion Sjtsjedrin: Altvioolconcert (1995)
- Leo Smit: Concert voor altviool en strijkorkest (1940)
- Alexandre Tansman: Altvioolconcert (1936-1937)
- Ralph Vaughan Williams: Flos campi, suite voor altviool, koor en klein orkest (1925); Suite, voor altviool en klein orkest (1933-1934)
- William Walton: Altvioolconcert (1929, revisie 1961)
- John Williams: Altvioolconcert (2009)

## Bekende solisten
Lionel Tertis en William Primrose gelden als de eerste grote "moderne" altviolisten die zowel in de concertzaal als in de opnamestudio actief waren. Verder nog in chronologische volgorde:
- Lionel Tertis (1876-1975), Groot-Brittannië
- Rebecca Clarke (1886-1979), Groot-Brittannië
- William Primrose (1904-1982), Schotland
- Klaas Boon (1915-2002), Nederland
- Bruno Giuranna (1933), Italië
- Misha Geller (1937-2007), Sovjet Unie-Nederland
- Nobuko Imai (1943), Japan
- Rivka Golani (1946), Canada
- Michael Kugel (1946), Oekraïne
- Simon Rowland-Jones (1950), Groot-Brittannië
- Paul Silverthorne (1951), Groot-Brittannië
- Kim Kashkashian (1952), Armenië-Verenigde Staten
- Joeri Basjmet (1953), Rusland
- Esther Apituley (1958), Nederland
- Lars Anders Tomter (1959), Noorwegen
- Brett Dean (1961), Australië
- Paul Neubauer (1962), Verenigde Staten
- Veronika Hagen (1963), Oostenrijk
- Diederik Suys (1966), België
- Tabea Zimmermann (1966), Duitsland
- Philipp Dukes (1968), Groot-Brittannië
- Lawrence Power (1977), Groot-Brittannië
- Nils Mönkemeyer (1978), Duitsland
- Julia Rebekka Adler (1978), Duitsland
- Maxim Rysanov (1978), Oekraïne
- Antoine Tamestit (1979), Frankrijk